# Annelie Ehrhardt
Pour les articles homonymes, voir Ehrhardt et Ehrhardt (nom de famille).
Annelie Ehrhardt, née Jahns le 18 juin 1950 à Ohrsleben et morte le 22 octobre 2024, est une athlète est-allemande, spécialiste de la course de haies.
Elle a gagné la médaille d'argent du 100 m haies aux championnats d'Europe d'athlétisme de 1971 et la médaille d'or aux championnats d'Europe d'athlétisme de 1974. Aux Jeux olympiques d'été de 1972 à Munich, elle gagne la médaille d'or du 100 m haies devant la roumaine Valeria Bufanu et Karin Balzer.

## Palmarès

### Jeux olympiques d'été
- Jeux olympiques d'été de 1972 à Munich ( Allemagne de l'Ouest)
  -  Médaille d'or sur 100 m haies

### Championnats d'Europe d'athlétisme
- Championnats d'Europe d'athlétisme de 1971 à Helsinki ( Finlande)
  -  Médaille d'argent sur 100 m haies
- Championnats d'Europe d'athlétisme de 1974 à Rome ( Italie)
  -  Médaille d'or sur 100 m haies